# Pierre Ravat
Pierre Ravat (Pamiers, 1350/1360 – Barcellona, tra il 22 marzo e il 5 giugno 1417) è stato uno pseudocardinale francese, creato dall'antipapa Benedetto XIII.

## Biografia
Nacque a Pamiers tra il 1350 ed il 1360.
L'antipapa Benedetto XIII lo elevò al rango di (pseudo) cardinale nel concistoro del 22 settembre 1408.
Morì tra il 22 marzo e il 5 giugno 1417 a Barcellona.